# Yoshimatsu Yamamoto
Prof. Dr. Yoshimatsu Yamamoto (15 de diciembre de 1893 - 28 de junio de 1947 ) fue un botánico, fitogeógrafo, explorador, y profesor japonés .
En 1923 se graduó en el "Departamento de Botánica, de la Facultad de Ciencias, de la Universidad Imperial de Tokio. Fue Profesor asistente de la Facultad de Ciencias y Agricultura, y profesor titular del Departamento de Agricultura y Forestales de la "Taihoku Imperial University", en 1928. Para 1934, con su Art.: §Supplementa Iconum Plantarum Formosanarum, completó su grado de Ph.D. en la Universidad Imperial de Tokio.
Entre 1940 a 1941 realizó una completa colección de especímenes obtenidos en la isla Hainan con Genkei Masamune, y con Shinichi Hibino.
En 1947, se infectó con tifus al recolectar flora en la isla Orchid, falleciendo. Publicó 63 nuevas especies y la mayoría de ellos eran endémicas taiwaneses.

## Honores

### Epónimos
- (Asteraceae) Taraxacum yamamotoi Koidz. ex Kitam. 1933
- (Leguminosae) Astragalus yamamotoi Miyabe & Tatew. 1934
- (Rafflesiaceae) Mitrastemon yamamotoi  Makino 1909

- La abreviatura «Yamam.» se emplea para indicar a Yoshimatsu Yamamoto como autoridad en la descripción y clasificación científica de los vegetales.[2]